# بروسيميدون
بروسيميدون (بالإنجليزية: Procymidone)‏ هو مبيد حشري. غالبًا ما يستخدم لقتل السرخس والقراص غير المرغوب فيه، كما يُستخدَم كمبيد للفطريات ثنائي الكربوكسيميد لقتل الفطريات، على سبيل المثال كملابس البذور أو الرش قبل الحصاد أو غمس الترمس والعنب والفاكهة ذات النواة والفراولة بعد الحصاد. هو أحد مسببات اضطراب الغدد الصماء المعروفة (مناهض مستقبلات الأندروجين) والذي يتعارض مع الاختلاف الجنسي للذكور الجرذان. يعتبر هذا النوع من المركّبات الكيميائيّة من السم.